# Bdelloidina
Bdelloidina, en ocasiones erróneamente denominado Arbdelloidinum, es un género de foraminífero bentónico la familia Coscinophragmatidae, de la superfamilia Coscinophragmatoidea, del suborden Biokovinina y del orden Loftusiida. Su especie tipo es Bdelloidina aggregata. Su rango cronoestratigráfico abarca desde el Landeniense (Paleoceno superior) hasta la Actualidad.[¿quién?]

## Discusión
Clasificaciones previas incluían Bdelloidina en el suborden Textulariina y en el orden Textulariida.

## Clasificación
Bdelloidina incluye a las siguientes especies:
- Bdelloidina aggregata
- Bdelloidina cribrosa
- Bdelloidina laurenti
- Bdelloidina urgonensis
- Bdelloidina vincentownensis

Otra especie considerada en Bdelloidina es:
- Bdelloidina permica, de posición genérica incierta